# Museo de Montaña Messner
El Museo de montaña Messner (MMM) es un proyecto de museo creado en 2006 por el alpinista y escalador extremo italiano Reinhold Messner en Tirol del Sur en el norte de Italia. Está diseñado para educar a los visitantes sobre el "encuentro del hombre con las montañas" y trata sobre la ciencia de las montañas y glaciares, historia del montañismo, escalada en roca, montañas míticas e historia de los habitantes de las montañas.

## Descripción
El proyecto del museo consta de seis museos en ubicaciones diferentes: Firmian, Juval, Dolomitas, Ortles, Ripa y Corones. MMM Firmian en el Castillo de Sigmundskron cerca de Bozen es la pieza central del museo y se concentra en la relación del hombre con las montañas. El museo incluye exhibiciones sobre la geología de las montañas, su significado religioso en la vida de las personas y la historia del montañismo y el turismo alpino. MMM Juval en el castillo de Juval en Burgraviato, Vinschgau, está dedicado a la "magia de las montañas", con énfasis en las montañas místicas y su significado religioso. MMM Dolomitas en el Paso Cibiana en Monte Rite, ubicado en un antiguo fuerte, está dedicado al tema de las rocas, particularmente en las Dolomitas, con exhibiciones que se centran en la historia de su formación. Este museo contiene una plataforma de observación de la cumbre que ofrece un panorama de 360 ° de las Dolomitas circundantes. MMM Ortles en Sulden, Ortles, está dedicado a la historia del montañismo sobre hielo y los grandes glaciares del mundo. MMM Ripa en el Castello di Brunico en la Provincia autónoma de Bolzano está dedicado a los pueblos de las montañas de Asia, África, América del Sur y Europa, con énfasis en sus culturas, religiones y actividades turísticas. MMM Corones en la meseta cumbre de Kronplatz (2.275 m), está dedicado al montañismo tradicional.

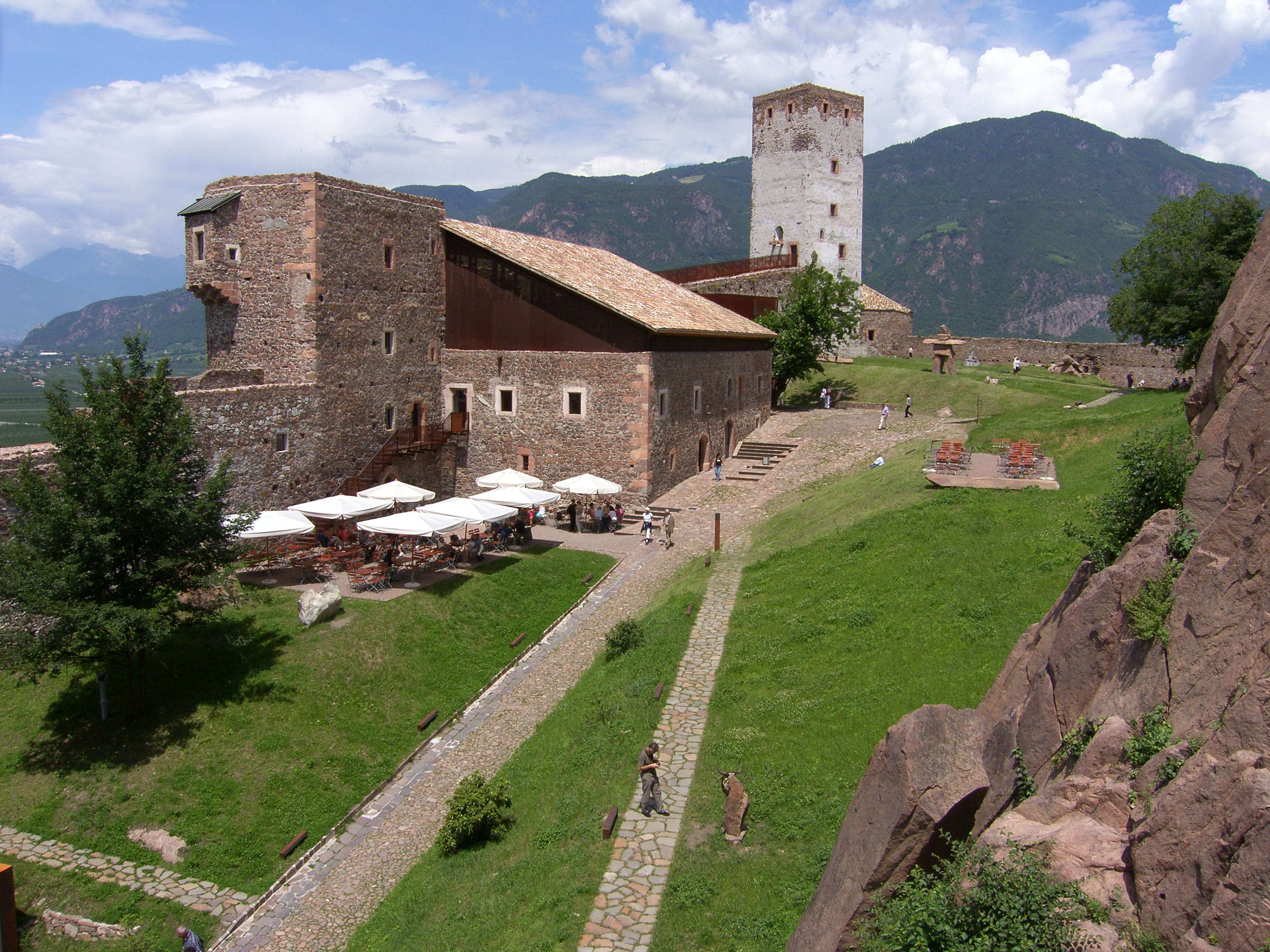
Castillo de Sigmundskron
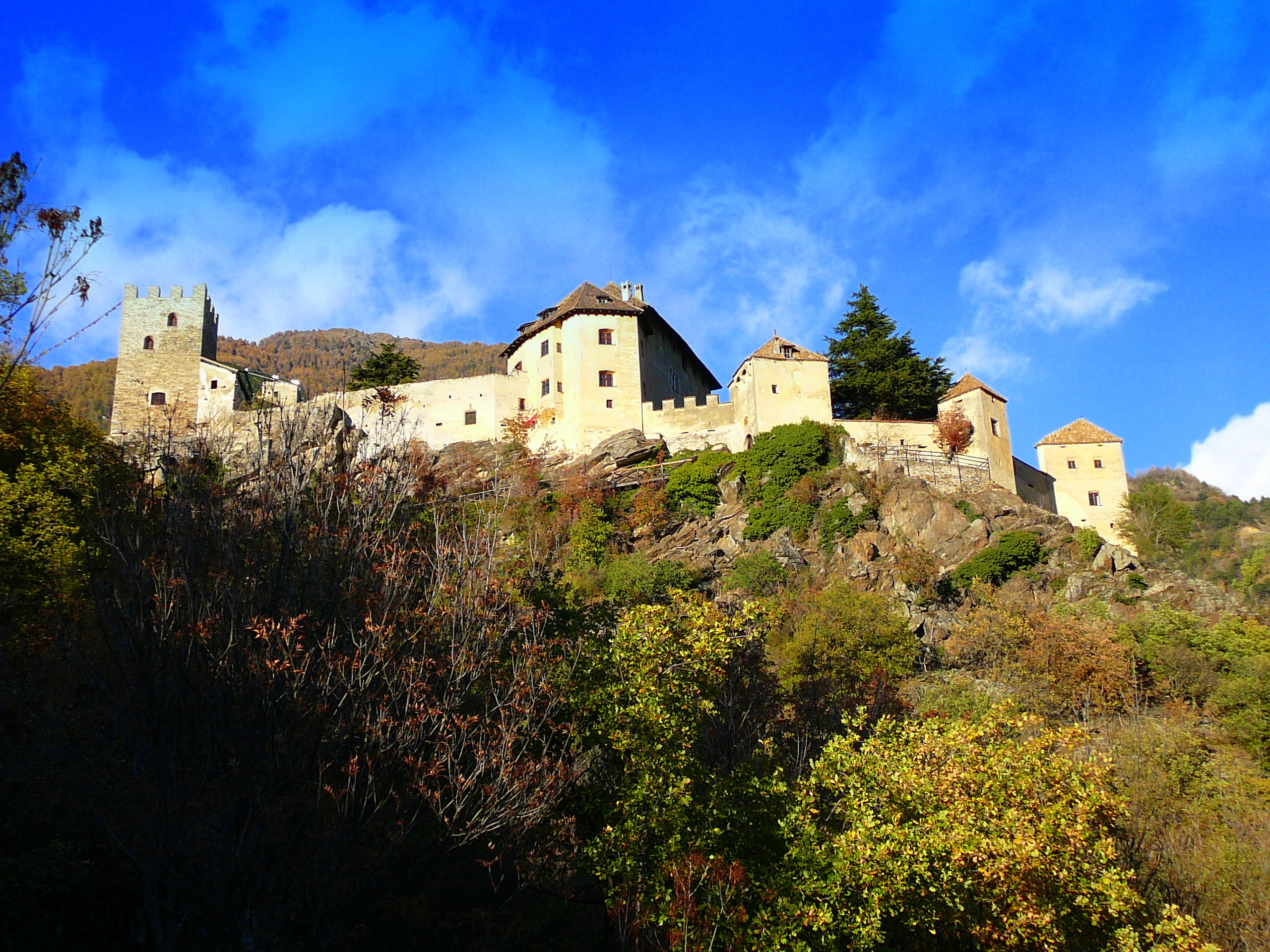
Castillo de Juval
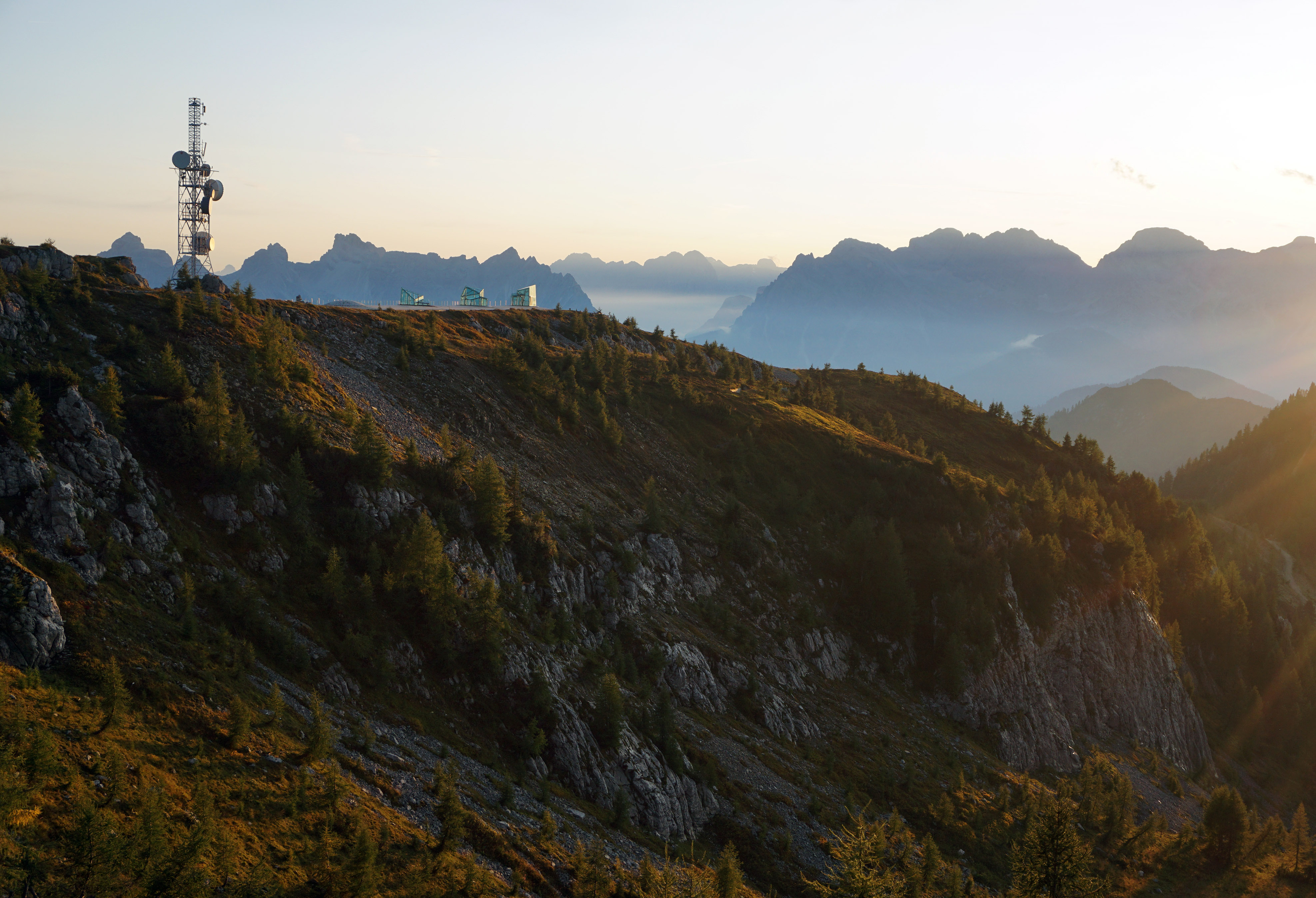
Museo de montaña Messner en Monte Rite, Dolomitas.
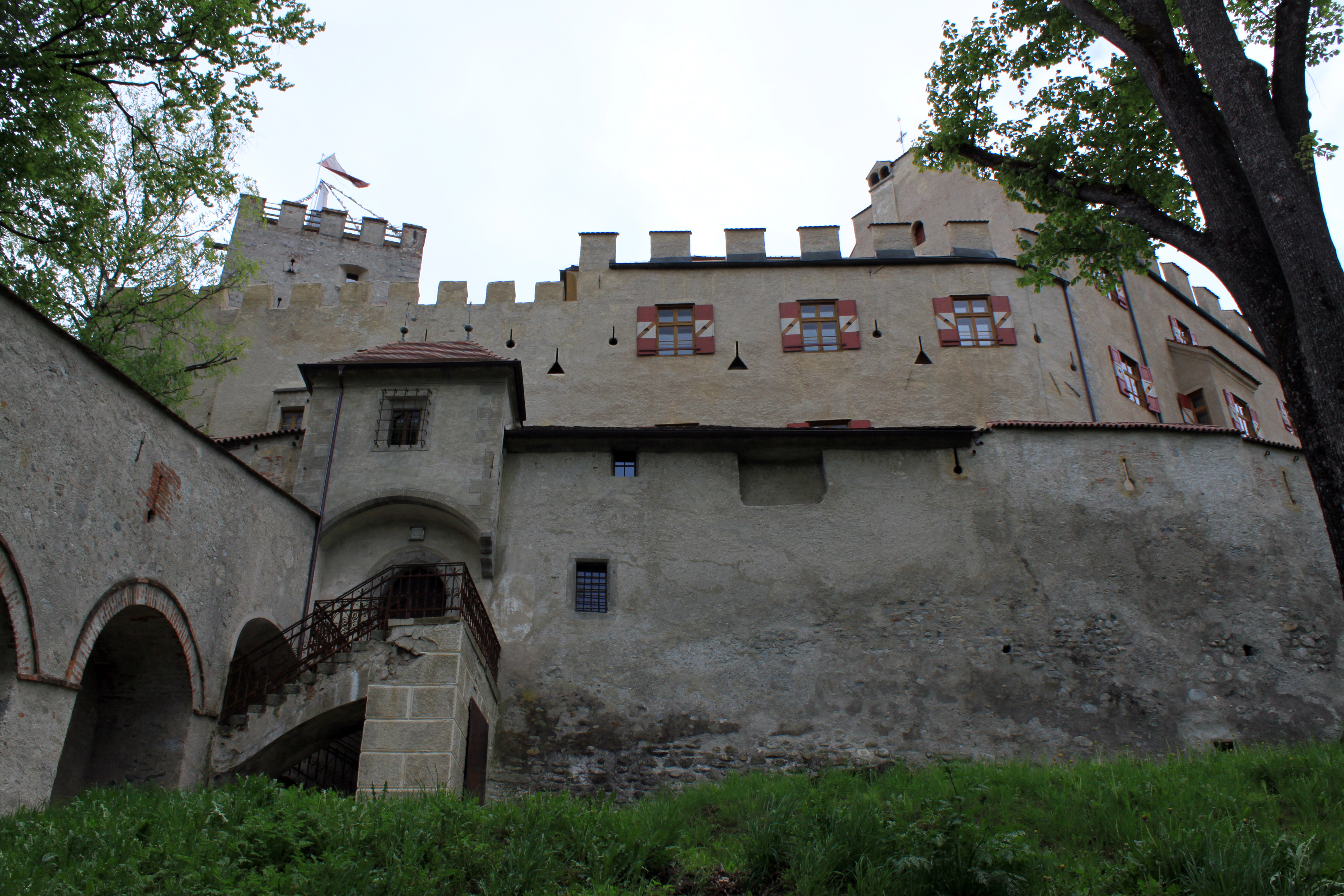
Castillo de Bruneck
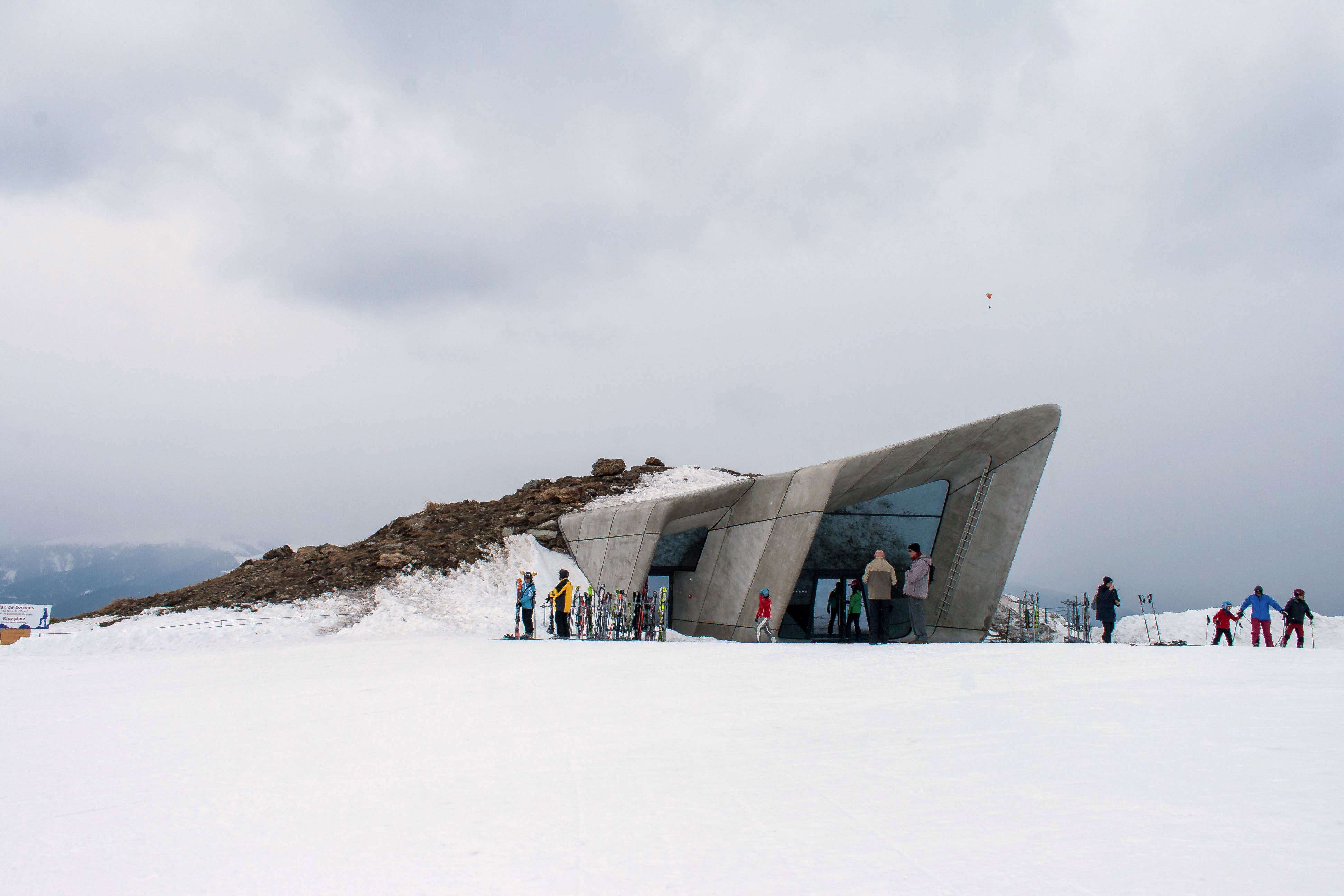
Museo de montaña Messner en Kronplatz

## Costo y financiamiento
El coste del proyecto se estima en hasta 30 millones de euros, repartidos entre Messner y la provincia de Tirol del Sur. Este último financió la restauración y ampliación de los edificios antiguos; a cambio, Messner tiene que mantener las exposiciones sin subvención durante 30 años. La restauración de la antigua fortaleza en el Monte Rite fue realizada por la región de Venecia junto con el municipio de Pieve di Cadore.  Para renovar y desarrollar el MMM Bergvölker se han propuesto costes de entre tres y cuatro millones de euros, de los cuales el 80% correrá a cargo de la provincia de Tirol del Sur para proporcionar apoyo financiero al municipio de Bruneck.